# Montes Haemus
Die Montes Haemus sind ein Gebirgszug auf dem Erdmond. Sie sind im Südosten vom Mare Tranquillitatis, im Nordosten vom Mare Serenitatis und im Westen von den Montes Apenninus umgeben.
Der Name wurde von Johannes Hevelius vom ehemals griechischen Namen für das Balkangebirge abgeleitet („Haemus, mons Thraciae“) und von der Internationalen Astronomischen Union im Jahr 1961 offiziell festgelegt. Die Berge sind bis zu 2,4 km hoch, und der Durchmesser des Gebirgsrumpfs beträgt rund 400 km. 